# Alyn Ware
Alyn Ware est un juriste néo-zélandais, coordinateur mondial de PNND (Parliamentarians for Nuclear Non-proliferation and Disarmament). Il est récipiendaire du prix Nobel alternatif en 2009

## Biographie
Né en mars 1962, il obtient un diplôme d'enseignant à l'Université de Waikato en 1983. Après une année d'enseignement, il crée "Mobile Peace Van Society" et, pendant cinq ans, il coordonne tous les aspects de son programme d'éducation de paix dans les écoles, de la maternelle au collège.
En 1995, Alyn Ware contribue à fonder "Abolition 2000", réseau international soutenant l’appel aux négociations pour obtenir une Convention sur les armes nucléaires et un traité pour interdire et éliminer les armes nucléaires qui se trouvent sous contrôle international.
Ses premières armes, il les fait à travers la campagne internationale World Court Project, qui vise à ce qu’une coalition d’État demande le réexamen de l’avis « ambigu » de la Cour Internationale de Justice sur « la licité de l’emploi d’armes nucléaires »
Alyn Ware est convaincu que l’éducation à la paix dans les écoles lié au travail pour la paix internationale et le désarmement porteront leurs fruits. Il affirme : "Les principes pour la paix sont les mêmes que ceux que l’on trouverait dans une école, à la maison, dans la communauté ou sur le plan international. Ils traitent fondamentalement de comment résoudre nos conflits de manière bénéfique pour tous, c'est-à-dire, de sorte que les solutions tiennent compte de toutes les nécessités des gens. Ma période d'enseignement dans le niveau préscolaire a été un bon entraînement pour mon travail sur la paix internationale et le désarmement. Quand je reviens en classe, je peux aider les élèves à constater que les idées et les mesures qui sont utilisées pour résoudre les conflits ici sont similaires aux idées et aux mesures que nous utilisons aux Nations Unies pour résoudre des conflits internationaux."

### PNND (Parlementaires pour la Non-prolifération du Nucléaire et le Désarment)
En 2002, Alyn Ware fonde un réseau international de parlementaires, le PNND, dont l’objectif est, au cœur des États, d'assurer le lien entre la société civile et les acteurs politiques, dans un débat sur le désarmement nucléaire et sa non prolifération. En décembre 2009, le PNND comptent 700 parlementaires (dont 10 français) de 75 pays.

## Reconnaissance
Alyn Ware est récipiendaire du prix Nobel alternatif en 2009, « pour sa défense et ses initiatives efficaces et créatives durant plus de deux décennies en faveur de la paix et la disparition des armes nucléaires dans le monde. »

## Citation
« Assister à la pléthore de violences dans les médias peut donner la fausse impression que l’humanité est condamnée à une existence infernale de violence et à l’emploi de la force. Mais cette impression est inexacte. La plupart des six milliards et demi d’êtres humains vivent pacifiquement, ils résolvent leurs conflits avec respect et diligence. C’est une minorité qui gâche tout pour l’ensemble. »

— Alyn Ware, Discours d'acceptation du prix Nobel alternatif 4 décembre 2009.

## Œuvres
Alyn Ware a écrit de nombreux articles dans « The Huffington Post » dont :
- (en) « Thinking the Unthinkable on Nuclear Policy », 5 novembre 2009

### Autres sources

#### Sites en français
- (fr) Alyn Ware, « Une minorité gâche tout pour l’ensemble. », in : Pressenza International Press Agency, sur world.pressenza.org, Pressenza.org, 2009 (consulté le 20 février 2010)